# وانگ تیانپو
وانگ تیانپو (به چینی: 王天普) (زاده ۱۹۶۲) شیمی‌دان، کارآفرین و مدیر ارشد اجرایی چینی است، که در حال حاضر به‌عنوان مدیر عامل اجرایی شرکت ساینوپک فعالیت می‌نماید. ساینوپک هم‌اکنون پنجمین شرکت بزرگ جهان بر پایه میزان درآمد سالیانه به‌شمار می‌آید.